# Skupina FIAT
Fiat Group byla do 31. prosince 2010 největší italskou průmyslovou společností a jednou z nejstarších v evropském automobilovém průmyslu. Sídlo společnosti bylo v Turíně, ale skupina měla 188 továren a byla přítomna v 50 zemích po celém světě.
Dne 1. ledna 2011 proběhla reorganizace s oddělením výroby zemědělských strojů od skupiny Fiat, čímž vznikly dvě nové průmyslové skupiny: Fiat S.p.A. (původně zkratka z Fabbrica Italiana Automobili Torino) a Fiat Industrial. Fiat Group byl strojírenský koncern se sídlem v Itálii. Vyráběl osobní i nákladní automobily, autobusy, zemědělské a stavební stroje nebo zařízení do továren. Působil také na mediálním a finančním trhu. V historii vyráběl i letadla a vlaky. Vlastní 633 společností a asi třetinu svých aktivit provozuje přímo v Itálii. Patřil mezi 100 světových společností s největším obratem.

## Firmy
Průmyslové a výrobní aktivity byly organizovány do těchto provozních sektorů.

### Automobily
- 100 % Fiat Group Automobiles (zkráceně FGA) byla společnost založená, aby nahradila předchozí Fiat Auto SpA. Navrhovala a vyráběla značky Fiat, Alfa Romeo, Lancia (v koncernu od roku 1969), Abarth a Fiat Proffesional
- 100 % Maserati – v koncernu od roku 1991
- 85 % Ferrari

### Zemědělské i stavební stroje a průmyslová vozidla
Do skupiny Fiat patřila společnost CNH Global NV, která působila ve výrobě traktorů a zemědělských strojů.
- 89,3 %[zdroj?] CNH – značky CASE, New Holland, Steyr a Kobelco
- 100 %[zdroj?] Iveco – nákladní a vojenské vozy a autobusy, včetně částí Iveco Magirus (hasičská technika), Iveco Astra (těžká nákladní technika) a Iveco Irisbus (autobusy, součástí bylo i Iveco Czech Republic (do roku 2007 pod názvem Karosa) nebo Ikarus)

### Komponenty a výrobní systémy
- 100 % FIAT Powertrain Technologies – motory a převodovky
- 100 % Magneti Marelli – od roku 1967; značky Cofap, Carello, Automotive Lighting, Siem, Cofap, Jaeger, Solex, Veglia Borletti, Vitaloni a Weber
- 84,8 % Teksid
- 100 % Comau

### Média
- 100 % La Stampa – nakladatelství a stejnojmenný deník
- Itedi – nakladatelství

### Ostatní
Podíly v menších firmách a menšinové podíly v bankách a mediálních společnostech.

## Vlastníci
Tradičním a hlavním vlastníkem byla rodina Agnelliových. Ta držela 30,5 % akcií a měla významné slovo ve vedení firmy. Akcie společnosti byly obchodovány na burzách v Miláně, Paříži a Frankfurtu.
V roce 2000 došlo k dohodě o partnerství s americkým koncernem General Motors, díky jejíž finanční stránce Fiat získal akcie GM (5,1 %) a GM pak akcie automobilové divize Fiatu (20 %). Součástí dohody byla i opce na nákup zbytku akcií automobilové divize Fiatu. GM této možnosti nevyužil a dohoda byla zrušena v roce 2005.
V dubnu 2009 společnost uzavřela dohodu o partnerství s bankrotující americkou automobilkou Chrysler, podle které v ní mimo jiné získala 20% podíl s možností nárůstu až na 51 %.
V lednu 2010 generální ředitel Sergio Marchionne oznámil plán na uzavření pobočky Fiat v Termini Imerese a 21. dubna 2011 byl valnou hromadou jmenován John Elkann prezidentem Fiat Group. Při stejné příležitosti Sergio Marchionne představuje novou vizi skupiny na období 2010–2014. Plán počítá s oddělením zemědělských, průmyslových a hnacích odvětví, oddělit od Fiat Group a sloučit je do nové společnosti Fiat Industrial. Zároveň pro výrobu automobilového průmyslu vytvoření divize Fiat S.p.A.
Rozdělení Fiat Group proběhlo k 1. lednu 2011 a od tohoto data se John Elkann stává prezidentem Fiat SpA, zatímco Sergio Marchionne přebírá roli generálního ředitele Fiat SpA a prezidenta Fiat Industrial.
V roce 2014 po další reorganizaci zaměřené na integraci Fiatu a Chrysleru, byla zrušena společnost Fiat SpA a založena nová společnost Fiat Chrysler Automobiles (FCA). Ta se 16. ledna 2021 sloučila s francouzskou skupinou Groupe PSA a tím vznikla nová společnost Stellantis NV, která je současným producentem výroby motorových vozidel.
Skupina Fiat Industrial pro výrobu zemědělských strojů fungovala do roku 2013, kdy proběhla fúze z holandskou společností CNH Global NV. Tím vznikla globální skupina CNH Industrial NV, která vyrábí stroje pro zemědělství a stavebnictví, autobusy a speciální vozidla.

## Dřívější majetek a licence

### VAZ
V roce 1966 společnost prodala licenci na výrobu vozidel do Sovětského svazu, kde v Sovětském Rusku ve městě Togliatti vznikla nová továrna na výrobu vozů značky Žiguli pod označením VAZ (Volžskij avtomomobilnyj zavod) odvozených z modelu 124. Dnes se v továrně vyrábí i vozy značky Volga (česky : Volha).

### FIAT Ferroviaria
Dnes už není součástí koncernu. Patří francouzskému výrobci vlaků TGV Alstomu. Od roku 1969 vyrábí vlaky typu Pendolino.

### FIAT Avio
Letecká továrna.

### Přehrada Kariba
Přehrada Kariba v Zimbabwe postavená roku 1956 na řece Zambezi byla tou dobou největší na světě.

## Galerie

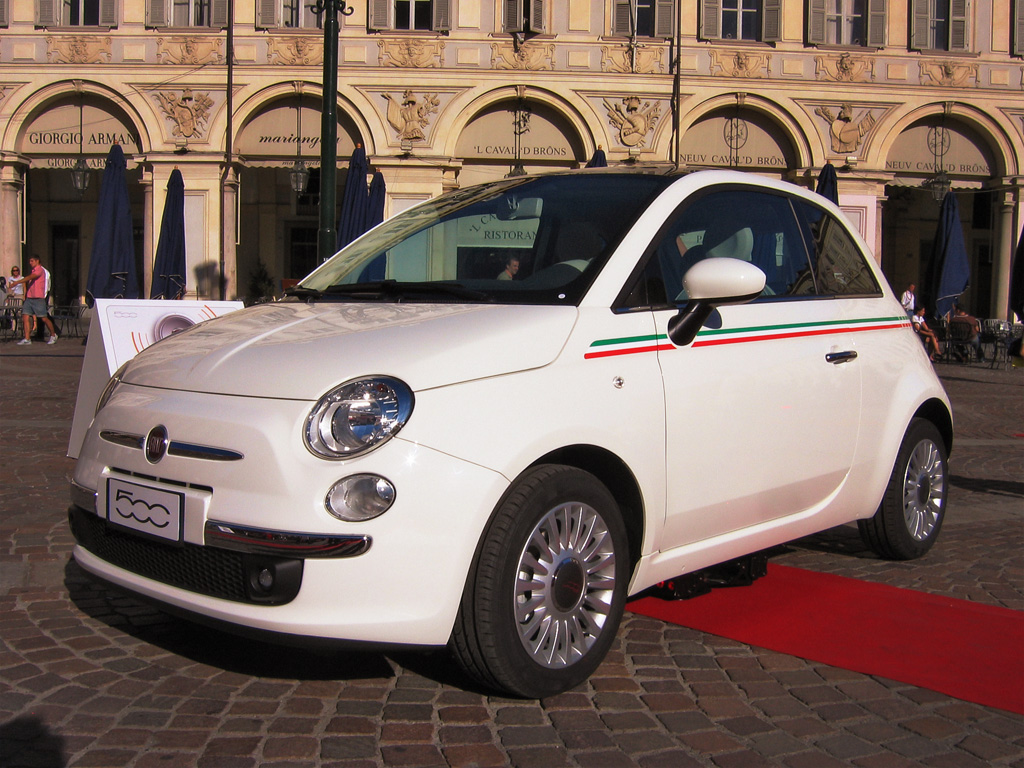
Automobil Fiat 500
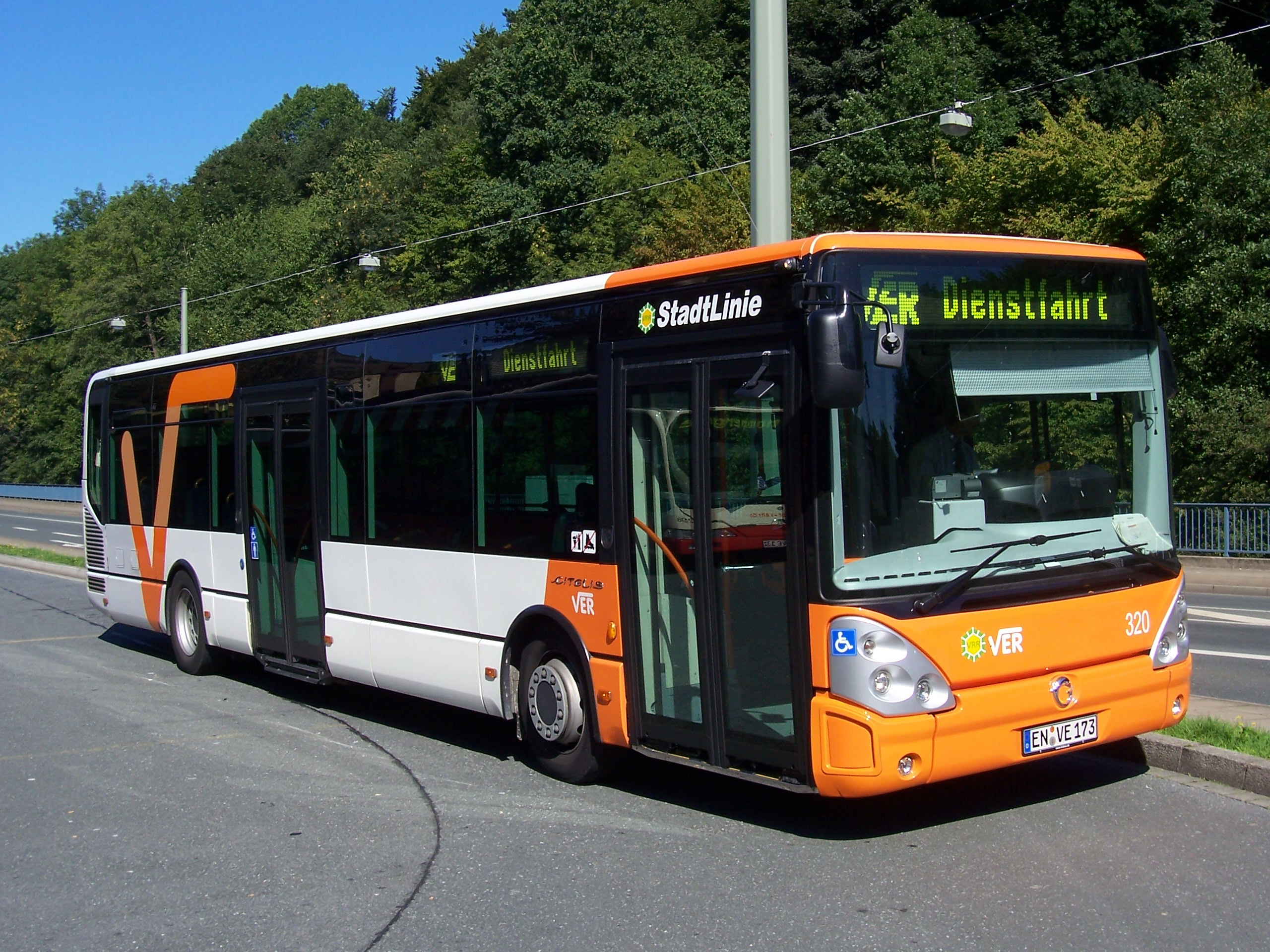
Autobus Irisbus Citelis 12m
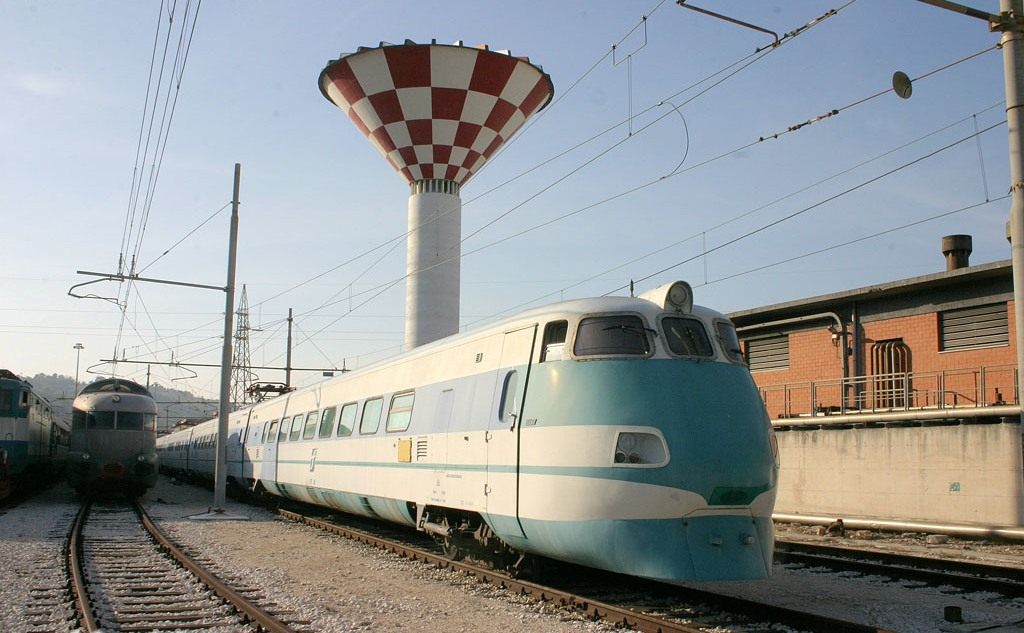
ETR 401, Pendolino první generace